# Edoardo Siravo
Edoardo Siravo (Roma, 12 aprile 1955) è un attore, regista teatrale e doppiatore italiano.

## Biografia
Attore e regista, ha recitato in importanti compagnie teatrali in oltre 150 spettacoli. Si è diplomato nel 1977 all'Accademia nazionale d'arte drammatica ed è stato aiuto regista di Giancarlo Sbragia negli spettacoli La bottega del caffè con Vittorio Caprioli e Il gioco delle parti con la Compagnia Tieri Lojodice e regista di molti spettacoli teatrali.
Ha lavorato, e lavora, anche nel cinema, televisione e nel doppiaggio collaborando con importanti registi e attori quali: Paola Borboni, Salvo Randone, Paolo Stoppa, Vanessa Redgrave, Liv Ulmann, Alberto Lionello, Vittorio Gassman, Gabriele Lavia, Giulio Bosetti, Luca Ronconi, Luigi Squarzina, Roberto Guicciardini, Giuseppe Patroni Griffi, Armando Pugliese, Mario Missiroli, Walter Pagliaro, Maurizio Scaparro, Gigi Proietti, Carlo Verdone, Mauro Bolognini, Damiano Damiani, Giorgio Capitani, Sergio Martino e Raffaele de Simone.
Per quanto riguarda le regie liriche, ha curato, nel 2003, la regia di Macbeth di Giuseppe Verdi, con, tra gli altri, Marzio Giossi e Anna Valdetarra, per il Comunale di Vercelli e per la stagione teatrale di Nichelino e nel 2004 Simon Boccanegra, per Vercelli, Cuneo e Nichelino. Per il Teatro Consorziale di Budrio, ha curato la regia di Rigoletto  e Traviata di Giuseppe Verdi, e del Don Giovanni di Mozart, con Fernanda Costa, Marzio Giossi e Roberto Servile.
Ha inoltre collaborato con l’Orchestra Filarmonica di Torino e con il Luglio Trapanese come voce recitante in numerosi concerti, tra cui Pierino e il lupo di Prokofiev.
È stato per molti anni docente dell'Accademia d'arte drammatica della Calabria e del C.C.C.D.S. Conservatorio Teatrale, con sede a Roma.
Nel 2016 ha interpretato il ruolo del compositore Alessandro Cicognini nel film-documentario Un'avventura romantica di Davide Cavuti presentato allo Spazio FEdS della 73ª Mostra internazionale d'arte cinematografica di Venezia,  ricevendo nel 2017 il Premio Flaiano come attore protagonista.
Svolge inoltre l'attività di doppiatore; ha prestato la sua voce, tra gli altri, a Gérard Depardieu, Christopher Reeve, Michael Keaton, Jeremy Irons e molti altri.
Nel 2019 ha vinto il Premio Spoltore Ensemble come miglior attore per lo spettacolo teatrale Aspettando Godot di Maurizio Scaparro.
Nel luglio 2020, a Pescara, viene insignito del Premio Flaiano alla carriera. Successivamente debutta con l'Aulularia di Plauto all'Orto Botanico di Palermo

### Vita privata
Ha origini molisane, precisamente di Roccaravindola, in provincia di Isernia.
Per 10 anni è stato il compagno dell'attrice Vanessa Gravina e ha una figlia con Anna Teresa Rossini, Silvia Siravo, anche lei attrice.

### Impegno politico e istituzionale
Alle elezioni del 13 e 14 aprile 2008 è stato candidato alla Presidenza della Provincia di Roma con la lista “La mia Italia”. È stato candidato nelle file del centro-destra con la lista "Iorio per il Molise" alle elezioni regionali in Molise del 22 aprile 2018, non risultando però eletto.
Dal 2002 al 2006 è stato Direttore Artistico del Festival “Il verso, l’afflato e il canto” del Teatro Romano di Volterra; è stato membro de Comitato Artistico del Festival di Altomonte e di Sabbioneta e del Festival Lario della Provincia di Como. Ha fondato la Compagnia Teatrale Molise Spettacoli, di cui è stato Direttore Artistico.
È socio fondatore del Nuovo IMAIE ed è stato Direttore artistico della Fondazione Savoia di Campobasso (Ente pubblico), del Festival del Teatro dei Due Mari e della Nazionale Attori 1971, fondata da Pierpaolo Pasolini.
Ha fondato il Festival “Estate al tempo degli Dei”, con sede nel Teatro Romano di Altilia Sepino (CB).
Dal 20 luglio 2018 è stato nominato Presidente della Fondazione Nicolò Piccolomini per l'Accademia d'Arte Drammatica che ha per scopo il ricovero di artisti drammatici indigenti e l'elargizione in denaro a favore di artisti drammatici indigenti.

## Filmografia

### Cinema
- Mosca addio, regia di Mauro Bolognini (1987)
- Arrivederci e grazie, regia di Giorgio Capitani (1988)
- Viaggi di nozze, regia di Carlo Verdone (1995)
- Titus, regia Julie Taymor (1998)
- L'ultimo re, regia di Aurelio Grimaldi (2009)
- Anno zero, regia di Milo Vallone (2010)
- Un'insolita vendemmia, regia di Daniele Carnacina (2013)
- Amore tra le rovine, regia di Massimo Ali Mohammad (2014)
- Un'avventura romantica, regia di Davide Cavuti (2016)
- Preghiera, regia di Davide Cavuti (2017)
- Exitus - Il passaggio, regia di Alessandro Bencivenga (2019)
- Lectura Ovidii, regia di Davide Cavuti (2019)
- Padre mio, regia di Antonio D’Ottavio – documentario (2021)
- Un marziano di nome Ennio, regia di Davide Cavuti (2021)

### Televisione
- La famiglia Ricordi, regia di Mauro Bolognini (1995)
- Linda e il brigadiere, regia di Gianfrancesco Lazotti (1997)
- Un posto al sole, registi vari (1998)
- Il commissario Rex
- Provaci ancora prof!, regia di Rossella Izzo
- Il maresciallo Rocca, regia di Giorgio Capitani
- Vivere, registi vari (1999-2007)
- Un anno in Toscana
- Ho sposato un calciatore, regia di Stefano Sollima (2005)
- Distretto di Polizia, regia di Alberto Ferrari (2010)
- Le fate ignoranti, regia di Ferzan Ozpetek (2022)

### Pubblicità
- UniCredit (2020)

## Doppiaggio

### Film
- Gérard Depardieu in Germinal, Potiche - La bella statuina
- John Goodman in A proposito di Davis, 10 Cloverfield Lane
- Keith Richards in Pirati dei Caraibi - Ai confini del mondo, Pirati dei Caraibi - Oltre i confini del mare
- Peter Hambleton in Lo Hobbit - La desolazione di Smaug, Lo Hobbit - La battaglia delle cinque armate
- Kevin Pollak in Casinò
- Kevin Costner in McFarland, USA
- Jeremy Irons in Le crociate - Kingdom of Heaven, Red Sparrow
- John de Lancie in La mano sulla culla
- Tony Martin in Paradiso + Inferno
- Stephen Collins in Perché te lo dice mamma
- Johannes Krisch in Revanche - Ti ucciderò
- Ray Winstone in Biancaneve e il cacciatore
- Jon Eyez in Apes Revolution - Il pianeta delle scimmie
- Domenick Lombardozzi in Il ponte delle spie
- Glenn Morshower in X-Men - L'inizio
- Jon Freda in Cose nostre - Malavita
- Jack Conley in Anarchia - La notte del giudizio
- Charles Rocket in Scemo & più scemo
- Peter Weller in La dea dell'amore
- Peter Fonda in Fuga da Los Angeles
- Miguel Ferrer in Mr. Magoo
- Daniel Craig in Elizabeth
- Colm Feore in Titus
- Kurt Russell in Guardiani della Galassia Vol. 2
- Michael Biehn in Jade
- Mark Ryan in Transformers - L'ultimo cavaliere
- Ben Bennett in L'agguato - Ghosts from the Past
- Brendan Gleeson in Paddington 2
- Bruce Greenwood in Padri e figlie
- David Harewood in Spooks - Il bene supremo
- Jean Fornerod in Quando hai 17 anni
- Daniel Zacapa in Diverso come me
- Yasser Ali Maher in Omicidio al Cairo
- Colin McFarlane in Paziente Zero
- Stephen Lang in Macchine mortali
- Tom Nowicki in Paranormal Activity - Parente prossimo
- Milton Welsh in The Match - La grande partita
- Stephen McKinley Henderson in Causeway
- Grégoire Bonnet in Un uomo felice
- Mauro Muñiz de Urquiza in Il futuro in un bacio
- Joaquim de Almeida in Road House
- John Howard in Furiosa: A Mad Max Saga
- Danial Kash in Camp Rock 2: The Final Jam

### Serie televisive
- Claudio Rissi in Maradona: sogno benedetto
- Joaquim de Almeida in The Mentalist

### Film d'animazione
- Tony in PAW Patrol - Il film, PAW Patrol - Il super film
- Papà Starling in Tom & Jerry - Il film[11]
- Formica psicologo in Z la formica
- Twitch in Toy Story 3 - La grande fuga
- Robert Callaghan/Yokai in Big Hero 6
- Titus Drautos in Kingsglaive: Final Fantasy XV
- Capitano in Resident Evil: Vendetta
- Mel Bah in Emoji - Accendi le emozioni
- Smokey in Cars 3
- Grande maschio maestro in Dililì a Parigi
- Ulysses Simpson Grant ne L'impero dei cadaveri
- Makio Inaniwa in Lupin the IIIrd - Ishikawa Goemon getto di sangue
- Uomo del sonno in Peter va sulla luna
- Otto Frank in Anna Frank e il diario segreto
- Re Edward ne Lo schiaccianoci e il flauto magico
- Nonno di Subaru ne Il castello invisibile
- Helm Mandimartello ne Il Signore degli Anelli - La guerra dei Rohirrim
- Popfly in The Electric State

### Cartoni animati
- Rafiki in The Lion Guard
- Ministro Ikima in Shin Jeeg Robot d'acciaio
- Robert Callaghan in Big Hero 6 - La serie
- Capo Randall Crawford in Paradise Police (1ª voce)
- Ego in What if...?
- Tyson in Daniel Spellbound
- Re Vega in Goldrake U

### Videogiochi
- Smokey in Cars 3 - In gara per la vittoria[12]
- Re Vega e Mitchell in UFO Robot Goldrake: Il banchetto dei lupi[13]

## Discografia

### Collaborazioni
- 2014 - Davide Cavuti I capolavori di Alessandro Cicognini
- 2016 - Davide Cavuti Vitae con il brano Il visto per il Paradiso